# Kanu Sanyal
 (août 2017).
Si vous disposez d'ouvrages ou d'articles de référence ou si vous connaissez des sites web de qualité traitant du thème abordé ici, merci de compléter l'article en donnant les références utiles à sa vérifiabilité et en les liant à la section « Notes et références ».
Kanu Sanyal (1929 - 23 mars 2010 au Bengale-Occidental) est un homme politique indien, membre du Parti communiste.

## Biographie
Il a fait ses études à l'université de Calcutta.
En 1967, il était un des principaux leaders du naxalisme.